# Onthophagus haagi
Onthophagus haagi là một loài bọ cánh cứng trong họ Bọ hung (Scarabaeidae).